# Brainlab
“ブレインラボ” (“Brainlab” AG)は、医療用ソフトウェアおよび対応するプラットフォームの開発・製造販売を行っている企業である。本社所在地はドイツのバイエルン州ミュンヘンにあり、世界65か国以上の様々な言語を母国語とする従業員が1,350名働いている。共通語は英語であり、欧州、アジア、日本、北米、南米、オーストラリアなど19の拠点を擁する。
脳神経外科領域においては、脳神経外科用ナビゲーションシステムをはじめて開発した企業として知られている。更に機能のみにとどまらず、そのデザイン性についても評価されいくつかの賞を受賞している。

## 沿革
1989年、ステファン・フィルスマイヤー(設立者/現CEO)がドイツ本社であるBrainlab AGを設立した。2000年に日本支社ブレインラボ株式会社を設立し、日本国内での輸入、販売、サポートを開始した。2002年に設立者で現CEOのステファン・フィルスマイヤーがアーンスト・アンド・ヤングのWorld Entrepreneur Of The Yearで表彰されている。また2007年には「ノバリス」が2007年度グッドデザイン賞を受賞している。

## 製品
放射線治療における定位放射線治療システム、画像誘導手術支援システム(ナビゲーションシステムは、世界70ヶ国以上の医療機関での導入実績がある。放射線治療、脳神経外科、整形外科、耳鼻咽喉科を対象とした医療機器の開発, 製造, 販売, 保守まで一貫したサービスを行っている。
- 放射線治療システム（頭頸部および隊幹部用定位放射線治療装置）

放射線治療システムは、手術では困難な部位にある腫瘍の位置や大きさを把握し、腫瘍のみに一定の放射線を当てて治療することができる（定位放射線治療）システムである。これは特定の脳腫瘍のみならず全身の治療を行うことができ、外科手術を必要としないことから治療後その日の内に帰宅できるなどの通院治療が可能である。
- 画像誘導手術支援システム（ナビゲーションシステム）

ナビゲーションシステムは、脳神経外科、整形外科、耳鼻咽喉科など、外科手術を対象として開発されたシステムである。携帯のGPS(全地球測定位システム)機能のように、人体内部の腫瘍の位置、大きさ、形を把握して手術をサポートを行う。